# 日本の特撮テレビ番組一覧 (1970年代)
日本の特撮テレビ番組一覧 (1970年代)（にほんのとくさつテレビばんぐみいちらん (1970ねんだい)）は、1970年から1979年に放送された日本の特撮テレビ番組一覧。

## 1970年（昭和45年）
| 開始日 - 終了日          | 作品名               | 制作会社           | 主放送局・系列 | 話数          |
| ------------------------ | -------------------- | ------------------ | -------------- | ------------- |
| 4月1日 - 1971年9月24日   | チビラくん           | 円谷プロダクション | 日本テレビ     | 全468回・78話 |
| 7月6日 - 8月10日         | ジャングルプリンス   | 日本電波映画社     | 日本テレビ     | 全26話        |
| 9月28日 - 1971年3月31日  | ウルトラファイト     | 円谷プロダクション | TBS            | 全196話       |
| 10月31日 - 1971年3月27日 | 魔女はホットなお年頃 | 毎日放送、松竹     | テレビ朝日     | 全22話        |
| 11月1日 - 1971年1月31日  | 俺は透明人間!        | ピープロ           | フジテレビ     | 全13話        |

## 1971年（昭和46年）
| 開始日 - 終了日          | 作品名 | 制作会社           | 主放送局・系列       | 話数   |
| ------------------------ | --- | ------------------ | -------------------- | ------ |
| 1月2日 - 5月15日         | 宇宙猿人ゴリ（第21話より「宇宙猿人ゴリ対スペクトルマン」へタイトル変更・第40話より「スペクトルマン」へタイトル変更 | ピープロ           | フジテレビ           | 全63話 |
| 4月2日 - 1972年3月31日   | 帰ってきたウルトラマン                                                                                             | 円谷プロダクション | TBS                  | 全51話 |
| 4月3日 - 1973年2月10日   | 仮面ライダー | 東映               | 毎日放送、テレビ朝日 | 全98話 |
| 10月3日 - 1972年3月26日  | 好き! すき!! 魔女先生                                                                                              | 東映               | 朝日放送、TBS        | 全26話 |
| 11月28日 - 1972年1月30日 | シルバー仮面 | 宣弘社             | TBS                  | 全26話 |
| 12月5日 - 1972年11月2日  | ミラーマン | 円谷プロダクション | フジテレビ           | 全51話 |

## 1972年（昭和47年）
| 開始日 - 終了日         | 作品名                 | 制作会社                                 | 主放送局・系列       | 話数          |
| ----------------------- | ---------------------- | ---------------------------------------- | -------------------- | ------------- |
| 1月1日 - 2月5日         | タイム・トラベラー     | NHK                                      | NHK                  | 全6話         |
| 4月1日 - 1973年4月7日   | 快傑ライオン丸         | ピープロ                                 | フジテレビ           | 全54話        |
| 4月2日 - 11月26日       | 超人バロム・1          | 東映                                     | 読売テレビ           | 全35話        |
| 4月3日 - 9月8日         | レッドマン             | 円谷プロダクション                       | 日本テレビ           | 全138話       |
| 4月7日 - 1973年3月30日  | ウルトラマンA          | 円谷プロダクション                       | TBS                  | 全52話        |
| 4月7日 - 1973年2月23日  | 変身忍者 嵐            | 東映                                     | 毎日放送、テレビ朝日 | 全47話        |
| 7月3日 - 12月29日       | トリプルファイター     | 円谷プロダクション                       | TBS                  | 全130回・26話 |
| 7月3日 - 12月25日       | 緊急指令10-4・10-10    | 円谷プロダクション                       | テレビ朝日           | 全26話        |
| 7月8日 - 1973年5月5日   | 人造人間キカイダー     | 東映                                     | テレビ朝日           | 全43話        |
| 10月3日 - 1973年3月27日 | サンダーマスク         | 東洋エージェンシー、ひろみプロダクション | 日本テレビ           | 全26話        |
| 10月5日 - 1973年9月28日 | 行け!ゴッドマン        | 東宝企画                                 | 日本テレビ           | 全260回・52話 |
| 10月6日 - 1973年9月28日 | 愛の戦士レインボーマン | 東宝                                     | テレビ朝日           | 全52話        |
| 10月7日 - 12月30日      | 突撃! ヒューマン!!     | ユニオン映画、モ・ブル                   | 日本テレビ           | 全13話        |
| 10月8日 - 1973年4月8日  | アイアンキング         | 宣弘社                                   | TBS                  | 全26話        |
| 10月9日 - 1973年3月26日 | ワイルド7              | 国際放映                                 | 日本テレビ           | 全25話        |
| 11月4日 - 12月2日       | 続 タイムトラベラー    | NHK                                      | NHK                  | 全5話         |
| 12月3日 - 1973年6月3日  | 新諸国物語 笛吹童子    | 大映テレビ                               | TBS                  | 全59話        |

## 1973年（昭和48年）
| 開始日 - 終了日          | 作品名                        | 制作会社                     | 主放送局・系列       | 話数          |
| ------------------------ | ----------------------------- | ---------------------------- | -------------------- | ------------- |
| 1月7日 - 7月31日         | ファイヤーマン                | 円谷プロダクション           | 日本テレビ           | 全18話        |
| 1月8日 - 4月2日          | 恐怖劇場アンバランス          | 円谷プロダクション           | フジテレビ           | 全13話        |
| 1月8日 - 3月26日         | 魔人ハンター ミツルギ         | 国際放映、アニクリエーション | フジテレビ           | 全12話        |
| 1月17日 - 12月29日       | ジャンボーグA                 | 円谷プロダクション           | 毎日放送、テレビ朝日 | 全50話        |
| 2月17日 - 1974年2月9日   | 仮面ライダーV3                | 東映                         | 毎日放送、テレビ朝日 | 全52話        |
| 4月2日 - 9月24日         | 流星人間ゾーン                | 東宝映像                     | 日本テレビ           | 全26話        |
| 4月4日 - 6月27日         | 白獅子仮面                    | 大和企画                     | 日本テレビ           | 全13話        |
| 4月5日 - 9月27日         | ロボット刑事                  | 東映                         | フジテレビ           | 全26話        |
| 4月6日 - 1974年4月5日    | ウルトラマンタロウ            | 円谷プロダクション           | TBS                  | 全53話        |
| 4月13日 - 1974年3月29日  | 走れ!ケー100                  | CAL                          | TBS                  | 全51話        |
| 4月14日 - 9月29日        | 風雲ライオン丸                | ピープロ                     | フジテレビ           | 全25話        |
| 4月15日 - 7月22日        | へんしん!ポンポコ玉           | 国際放映                     | TBS                  | 全15話        |
| 5月12日 - 1974年3月30日  | キカイダー01                  | 東映                         | テレビ朝日           | 全46話        |
| 7月4日 - 1974年3月27日   | スーパーロボット レッドバロン | 宣弘社                       | 日本テレビ           | 全39話        |
| 10月1日 - 1974年9月28日  | クレクレタコラ                | 東宝企画                     | フジテレビ           | 全260話       |
| 10月2日 - 1974年3月26日  | イナズマン                    | 東映                         | テレビ朝日           | 全25話        |
| 10月2日 - 1974年3月26日  | 水滸伝                        | 日本テレビ                   | 日本テレビ           | 全26話        |
| 10月5日 - 1974年3月29日  | ダイヤモンド・アイ            | 東宝                         | テレビ朝日           | 全26話        |
| 10月6日 - 1974年3月30日  | 鉄人タイガーセブン            | ピープロ                     | フジテレビ           | 全26話        |
| 10月7日 - 12月23日       | 隠密剣士                      | 宣弘社                       | TBS                  | 全12話        |
| 10月14日 - 1974年3月31日 | サインはV                     | TBS                          | TBS                  | 全24話        |
| 11月12日 - 1974年9月27日 | 行け! グリーンマン            | 東宝企画                     | 日本テレビ           | 全156回・52話 |
| 12月30日 - 1974年3月31日 | 隠密剣士 突っ走れ!            | 宣弘社                       | TBS                  | 全14話        |

## 1974年（昭和49年）
| 開始日 - 終了日          | 作品名                                                                        | 制作会社           | 主放送局・系列       | 話数    |
| ------------------------ | ----------------------------------------------------------------------------- | ------------------ | -------------------- | ------- |
| 2月16日 - 10月12日       | 仮面ライダーX                                                                 | 東映               | 毎日放送、テレビ朝日 | 全35話  |
| 4月1日 - 9月27日         | ミラーファイト                                                                | 円谷プロダクション | 東京12CH             | 全65話  |
| 4月5日 - 6月28日         | 電撃!! ストラダ5                                                              | 蔓年社、日活       | テレビ朝日           | 全13話  |
| 4月6日 - 1975年6月29日   | 電人ザボーガー（第40話より「電人ザボーガー対恐竜軍団シリーズ」 の副題がつく） | ピープロ           | フジテレビ           | 全52話  |
| 4月9日 - 1974年9月24日   | イナズマンF                                                                   | 東映               | テレビ朝日           | 全23話  |
| 4月12日 - 1975年3月28日  | ウルトラマンレオ                                                              | 円谷プロダクション | TBS                  | 全51話  |
| 7月2日 - 12月24日        | 闘え!ドラゴン                                                                 | 宣弘社             | 東京12CH             | 全26話  |
| 10月4日 - 1977年3月25日  | がんばれ!!ロボコン                                                            | 東映               | テレビ朝日           | 全118話 |
| 10月5日 - 1975年3月29日  | オズの魔法使い                                                                | テレビマンユニオン | 日本テレビ           | 全26話  |
| 10月6日 - 1975年3月30日  | SFドラマ 猿の軍団                                                             | 円谷プロダクション | TBS                  | 全26話  |
| 10月6日 - 1975年3月30日  | 日本沈没                                                                      | 東宝映像、TBS      | TBS                  | 全26話  |
| 10月7日 - 1975年3月31日  | スーパーロボット マッハバロン                                                 | 日本現代企画       | 日本テレビ           | 全26話  |
| 10月19日 - 1975年3月29日 | 仮面ライダーアマゾン                                                          | 東映               | 毎日放送、テレビ朝日 | 全24話  |
| 11月12日 - 1975年4月25日 | 行け! 牛若小太郎                                                              | 東宝企画           | 日本テレビ           | 全156話 |

## 1975年（昭和50年）
| 開始日 - 終了日          | 作品名                        | 制作会社     | 主放送局・系列 | 話数    |
| ------------------------ | ----------------------------- | ------------ | -------------- | ------- |
| 3月31日 - 9月22日        | 正義のシンボル コンドールマン | 東映         | テレビ朝日     | 全24話  |
| 3月31日 - 9月27日        | 冒険ロックバット              | ピープロ     | フジテレビ     | 全156話 |
| 4月5日 - 12月27日        | 仮面ライダーストロンガー      | 東映         | 毎日放送、TBS  | 全39話  |
| 4月5日 - 1977年3月26日   | 秘密戦隊ゴレンジャー          | 東映         | テレビ朝日     | 全84話  |
| 10月4日 - 1976年3月27日  | 少年探偵団 BD7                | 日本現代企画 | 日本テレビ     | 全26話  |
| 10月7日 - 1976年6月29日  | アクマイザー3                 | 東映         | テレビ朝日     | 全38話  |
| 11月24日 - 1976年5月31日 | それ行け!カッチン             | 国際放映     | TBS            | 全28話  |

## 1976年（昭和51年）
| 開始日 - 終了日         | 作品名                       | 制作会社           | 主放送局・系列 | 話数   |
| ----------------------- | ---------------------------- | ------------------ | -------------- | ------ |
| 1月3日                  | 全員集合!7人の仮面ライダー!! | 東映               | TBS            | 全1話  |
| 4月2日 - 1977年3月11日  | 宇宙鉄人キョーダイン         | 東映               | TBS            | 全48話 |
| 4月5日 - 1976年11月29日 | ザ・カゲスター               | 東映               | テレビ朝日     | 全34話 |
| 4月7日 - 1977年1月26日  | 忍者キャプター               | 東映               | 東京12CH       | 全43話 |
| 7月6日 - 1977年3月29日  | 超神ビビューン               | 東映               | テレビ朝日     | 全36話 |
| 7月10日 - 1977年1月29日 | ぐるぐるメダマン             | 東映               | 東京12CH       | 全28話 |
| 10月1日 - 1977年3月25日 | 恐竜探険隊ボーンフリー       | 円谷プロダクション | テレビ朝日     | 全25話 |
| 10月3日 - 1977年3月27日 | 円盤戦争バンキッド           | 東宝               | 日本テレビ     | 全26話 |
| 10月4日 - 1977年3月28日 | バトルホーク                 | 国際放映           | 東京12CH       | 全26話 |
| 10月7日 - 1977年3月31日 | プロレスの星 アステカイザー  | 円谷プロダクション | テレビ朝日     | 全26話 |
| 12月6日 - 1977年10月3日 | 5年3組魔法組                 | 東映               | テレビ朝日     | 全41話 |

## 1977年（昭和52年）
| 開始日 - 終了日         | 作品名                         | 制作会社           | 主放送局・系列 | 話数   |
| ----------------------- | ------------------------------ | ------------------ | -------------- | ------ |
| 1月7日 - 7月1日         | 怪人二十面相                   | 大映テレビ         | フジテレビ     | 全25話 |
| 1月10日 - 2月11日       | 未来からの挑戦                 | NHK                | NHK            | 全20話 |
| 2月2日 - 9月28日        | 快傑ズバット                   | 東映               | 東京12CH       | 全32話 |
| 3月18日 - 11月11日      | 大鉄人17                       | 東映               | 毎日放送、TBS  | 全35話 |
| 4月9日 - 12月24日       | ジャッカー電撃隊               | 東映               | テレビ朝日     | 全35話 |
| 4月3日 - 12月24日       | 小さなスーパーマン ガンバロン  | 創英社             | 日本テレビ     | 全32話 |
| 4月8日 - 12月30日       | ロボット110番                  | 東映               | テレビ朝日     | 全37話 |
| 9月6日 - 1978年1月24日  | 冒険ファミリー ここは惑星0番地 | 東映               | テレビ朝日     | 全20話 |
| 10月7日 - 1978年6月30日 | 恐竜大戦争アイゼンボーグ       | 円谷プロダクション | 東京12CH       | 全39話 |

## 1978年（昭和53年）
| 開始日 - 終了日          | 作品名                                                                                       | 制作会社             | 主放送局・系列 | 話数   |
| ------------------------ | -------------------------------------------------------------------------------------------- | -------------------- | -------------- | ------ |
| 1月6日 - 12月29日        | がんばれ!レッドビッキーズ                                                                    | テレビ朝日、東映     | テレビ朝日     | 全48話 |
| 1月7日 - 7月1日          | 透明ドリちゃん                                                                               | 東映                 | テレビ朝日     | 全25話 |
| 4月2日 - 9月24日         | スターウルフ（第14話より「宇宙の勇者スターウルフ」へタイトル変更）                           | 円谷プロダクション   | 読売テレビ     | 全24話 |
| 4月8日 - 12月28日        | UFO大戦争 戦え! レッドタイガー                                                               | 創英社               | 東京12CH       | 全39話 |
| 5月17日 - 1979年3月14日  | スパイダーマン                                                                               | 東映                 | 東京12CH       | 全41話 |
| 6月12日 - 1979年9月24日  | コメットさん                                                                                 | 国際放映             | TBS            | 全68話 |
| 7月7日 - 1979年6月9日    | 恐竜戦隊コセイドン（第40話より「恐竜戦隊コセイドン 戦え!人間大砲コセイダー」へタイトル変更） | 円谷プロダクション   | 東京12CH       | 全52話 |
| 7月8日 - 1979年1月27日   | 宇宙からのメッセージ・銀河大戦                                                               | 東映                 | テレビ朝日     | 全27話 |
| 10月1日 - 1979年4月8日   | 西遊記                                                                                       | 日本テレビ、国際放映 | 日本テレビ     | 全27話 |
| 10月30日 - 1979年4月23日 | ふしぎ犬トントン                                                                             | 国際放映             | フジテレビ     | 全23話 |

## 1979年（昭和54年）
| 開始日 - 終了日          | 作品名                                                       | 制作会社             | 主放送局・系列 | 話数   |
| ------------------------ | ------------------------------------------------------------ | -------------------- | -------------- | ------ |
| 1月5日 - 1980年7月11日   | 燃えろアタック                                               | テレビ朝日、東映     | テレビ朝日     | 全71話 |
| 1月7日 - 7月1日          | バトルフィーバーJ                                            | 東映                 | テレビ朝日     | 全52話 |
| 4月2日 - 9月24日         | 俺はあばれはっちゃく                                         | 国際放映             | テレビ朝日     | 全56話 |
| 4月8日 - 12月28日        | メガロマン（第14話より「炎の超人メガロマン」へタイトル変更） | 東宝                 | フジテレビ     | 全31話 |
| 7月27日 - 1980年3月28日  | 科学冒険隊タンサー5                                          | 日本サンライズ       | 東京12CH       | 全34話 |
| 10月5日 - 1980年10月10日 | 仮面ライダー                                                 | 東映                 | 毎日放送、TBS  | 全54話 |
| 11月11日 - 1980年5月4日  | 西遊記II                                                     | 日本テレビ、国際放映 | 日本テレビ     | 全26話 |